# رغثوث
لا ينبغي الخلط بينها وبين أسماك الرغثوث.

الرغثوث (الاسم العلمي: Lactarius)، جنس فطور من فصيلة الرسولية، تحتوي على العديد من الأنواع الصالحة للأكل.